# Азбрук, Анри
Анри Азбрук (фр. Henri Hazebrouck; 11 октября 1877, 21 июля 1877 или 30 ноября 1876, Рубе — 1 декабря 1948, Рубе) — французский гребец, чемпион летних Олимпийских игр 1900.
Азбрук входил на Играх в состав четвёртой французской команды четвёрок, которая не смогла пройти в финал по основной квалификации, однако его команда, и ещё две сборные устроили свой финальный заплыв, который признаётся МОКом. Азбрук в том финале занял первое место.